# Tomas Pettersson
Tomas Rune "Fåglum" Pettersson (født 15. maj 1947) er en svensk tidligere cykelrytter.
Pettersson blev tildelt Svenska Dagbladets guldmedalje i 1967 sammen med de andre brødrene Fåglum: Gösta, Sture og Erik, for VM-sejren i 100 km holdløb i Heerlen, Holland. Han kørte op gennem 1960'erne som amatør, hvorpå han var professionel i perioden 1970-1973.
Tomas Pettersson blev sammen med sine ældre brødre verdensmester i holdkørsel tre gange (1967, 1968 og 1969) og vandt en OL-medalje.
Ved OL 1968 deltog opnåede han en syvendeplads i det individuelle landevejsløb, og på et rent brødrehold sammen med Gösta, Erik og Sture Pettersson vandt han sølv i 100 km holdkørsel. Brødrene Pettersson deltog også i 4.000 meter forfølgelsesløb på bane, men skønt de vandt deres indledende heat mod Trinidad og Tobago, var deres tid ikke god nok til at kvalificere til kvartfinalen.